# سونا (أسطورة)

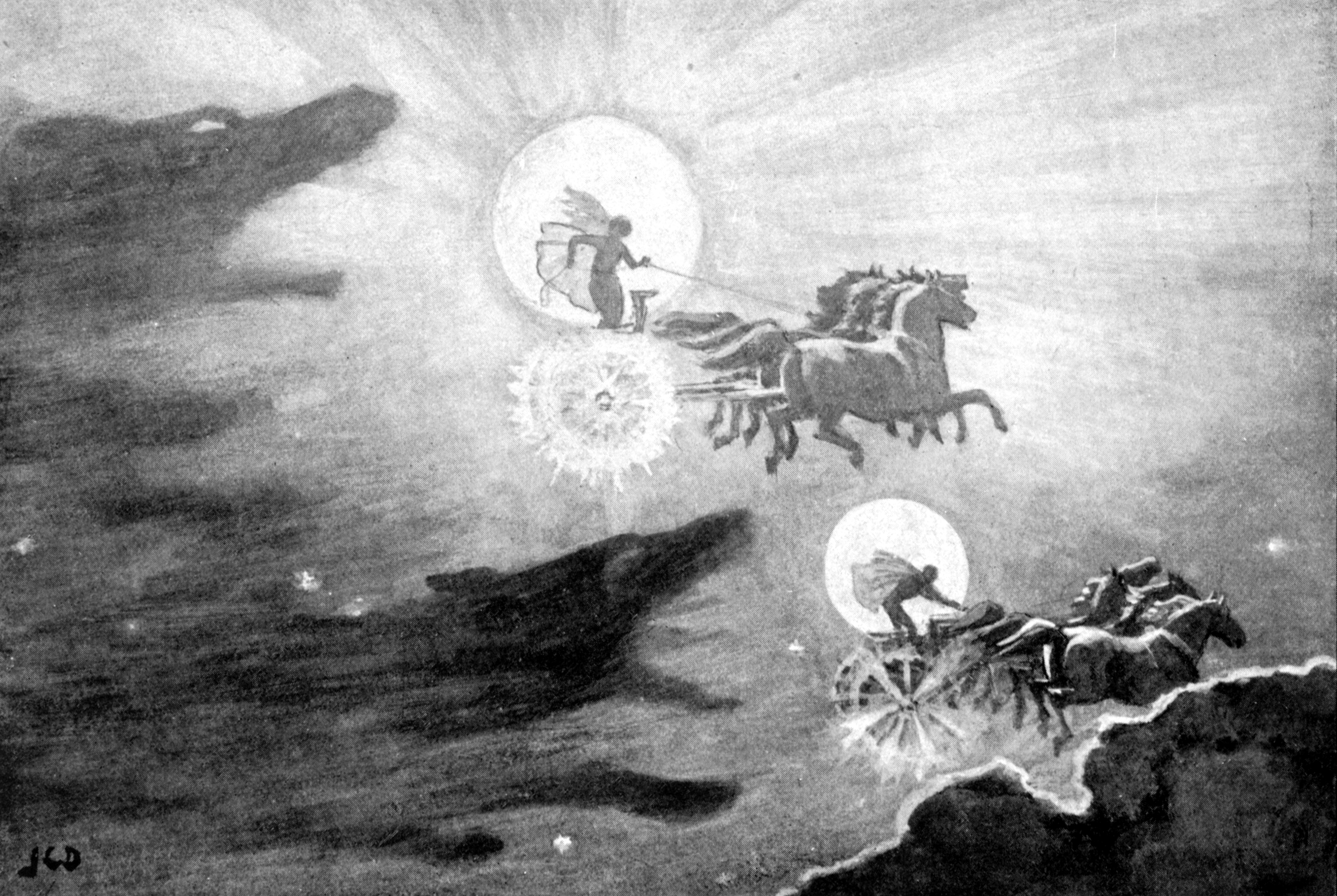
الذئاب تطارد سونا الشمس وأختها ماني القمر

سونا أو سول هي الشمس التي جعلت شخصًا حيَّا في الميثولوجيا الجرمانية (الألمانية القديمة). وتوصف على أنها أخت للقمر ماني وبنت مونديلفاري وأن موتها سيكون على يد ذئب متوحش خلال الأحداث الأخروية.
1. ↑  مذكور في: Cassell's Dictionary of Norse Myth & Legend (2002 edition). الصفحة: 36–37. تاريخ النشر: 2002.